# Bitte Andersson
Bitte Andersson, född 31 augusti 1981 i Stjärnhov i Gnesta kommun, Södermanlands län,  är en svensk serieskapare, illustratör och regissör. Hon drev tidigare bokhandeln Hallongrottan i Stockholm. Som illustratör har hon bland annat illustrerat RSFL:s Sexual health and rights in Sweden och Närstrid: Vanessa. Hon har rötterna i HBTQ-rörelsen och mycket av det hon gör färgas av det.
Sedan 2024 bedriver Andersson konstnärlig forskning som doktorand i visuell kommunikation på Konstfack.

## Filmografi
- Dyke Hard (regissör), 2014.[10][11]
- Musikvideon till The Knifes låt Without you my life would be boring, 2014 (regissör).[12]